# Römischer Kalender

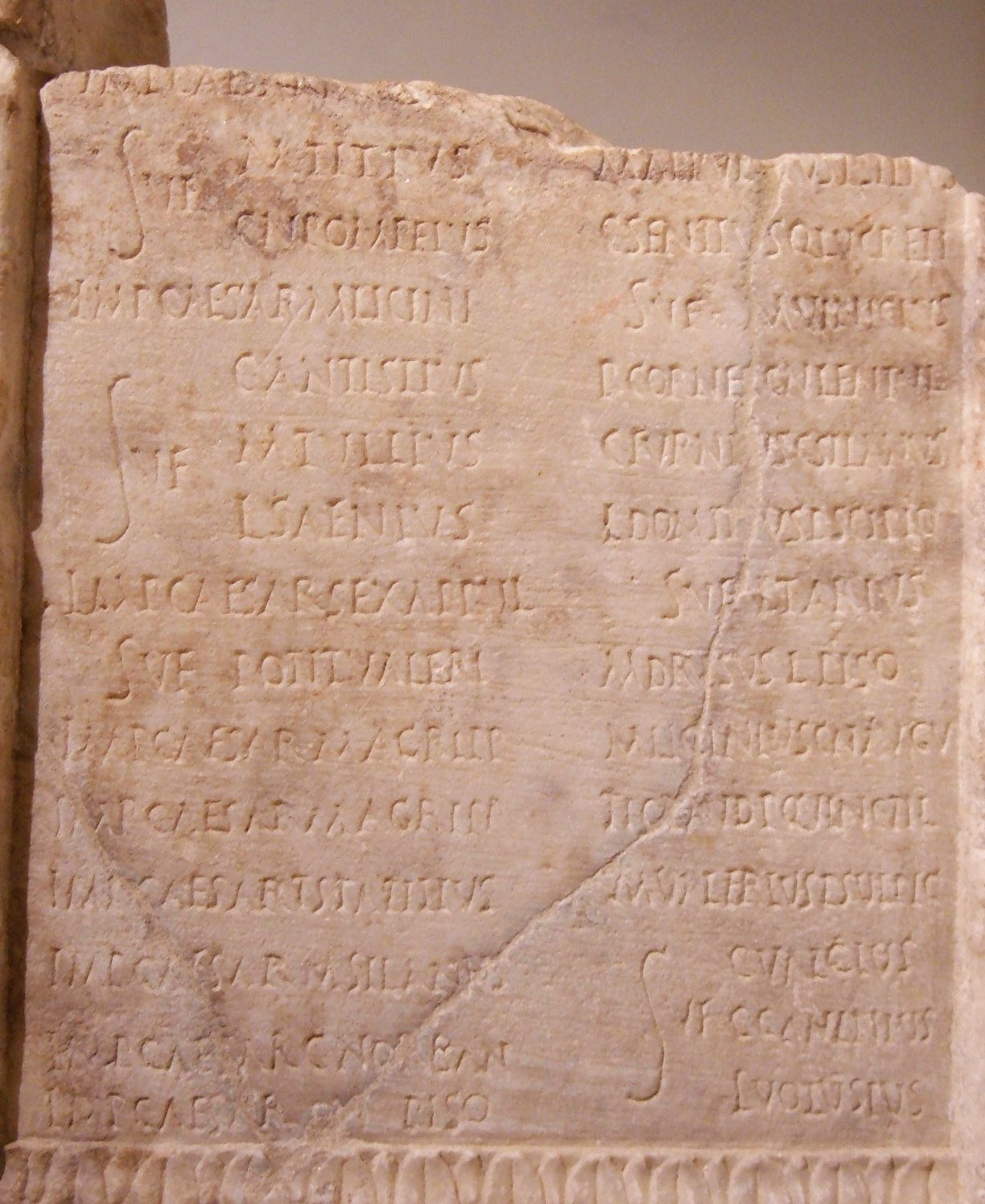
Bruchstück eines Fasti-Kalenders, der „Fasti magistrorum vici“ aus Rom

Der römische Kalender bestand aus mehreren lokalen Kalendern, die zunächst auf den Mondumlauf bezogen waren. Im römischen Reich wurden sie immer wieder modifiziert und an das lunisolare Kalenderprinzip angepasst.
Die Herkunft der zahlreichen Kalenderformen ist zwar nicht sicher geklärt, jedoch zeigen Form, Stil und Länge der Schaltmonate deutlich etruskisch-latinische Merkmale, wobei in der Frühzeit der etruskische Einfluss dominierte. Andere äußere Einflüsse auf die Kalendergestaltung können ebenfalls nicht ausgeschlossen werden. Die – für den römischen Kalender zweifelsfrei unhistorische – römische Tradition wies dessen Einführung Roms legendärem Stadtgründer Romulus zu.
Zeitgenössische Kalendertexte aus der Gründungszeit Roms fehlen. Der älteste Nachweis eines Kalenders ist mit den Fasti Antiates maiores erst ab dem Jahr 173 v. Chr. belegt. Die Auswertungen der erst relativ spät schriftlich fixierten Überlieferungen macht die Annahme wahrscheinlich, dass die Etrusker zunächst regionale Mondkalender mit einem 354-tägigen Jahr einführten, die von den Römern später auf 355 Tage erweitert wurden. Das Jahr begann im römischen Kalender ursprünglich am 1. März und endete mit dem Februar, in dem auch der Schaltmonat eingefügt wurde. Erst 153 v. Chr. wurde der Jahresbeginn auf den 1. Januar verschoben. 

## Frühe Kalenderreformen
Schon um das Jahr 713 v. Chr. soll gemäß Überlieferung der römische Kalender durch Numa Pompilius, den legendären zweiten der sieben Könige Roms, reformiert worden sein. Es gibt jedoch keine zeitgenössischen Quellen und die späteren literarischen Schilderungen wie denen des Titus Livius oder Plutarchs sind zu stark ausgeschmückt und zu großen Teilen legendär. Viele Einzelheiten sollten ätiologisch spätere Verhältnisse erklären. Es gilt zudem als wahrscheinlicher, dass der fünfte König, Lucius Tarquinius Priscus, für diese Reform verantwortlich war.
Censorinus berichtet, dass der zunächst auf einem 354-tägigen Mondjahr basierende zwölfmonatige römische Kalender gegenüber dem Sonnenjahr eine Differenz von etwa elf Tagen auswies und gemäß Überlieferung spätestens mit Beginn der um 450 v. Chr. in Rom entstandenen Sammlung der Zwölftafelgesetze – zwölf hölzerne Tafeln auf dem Forum Romanum – von einem für die Kalenderänderung zuständigen Ausschuss modifiziert worden sein soll.

## Struktur des römischen Kalenders

Sonnenfinsternis vom 14. März 190 v. Chr.

Mondfinsternis vom 21. Juni 168 v. Chr.

Die früheste zeitgenössische Erwähnung ist unter Konsul Marcus Fulvius Nobilior um 189 v. Chr. belegt. Nobilior gab an, dass der römische Kalender mit dem romuleischen Jahr zunächst nur zehn Monate beinhaltete. Auch Marcus Terentius Varro (um 116 v. Chr.) stützte sich auf die „zehnmonatige Überlieferung“. Dagegen steht die Aussage des Gaius Licinius Macer (um 73 v. Chr.), der berichtet, dass der römische Kalender von jeher zwölf Monate umfasst habe. Sueton berief sich im ersten Jahrhundert n. Chr. in seinen Werken wiederum auf andere überlieferte Quellen, die von „zehn Monaten im ersten römischen Kalender“ berichten. Censorinus entschied sich in seinen Schriften ebenfalls für die „zehnmonatige Überlieferung“, obwohl er selbst ursprünglich von einem zwölfmonatigen numanischen Lunarkalender ausging. Es war daher auch in der Forschung lange unsicher, ob es die „zehn Monate“ in der ältesten Form des römischen Kalenders gegeben hatte und welchen Zeitraum sie umfassten. Mittlerweile gilt jedoch als wahrscheinlich, dass der römische Kalender von Anfang an auf dem Zwölfmonatsjahr basierte. Da spätere römische Autoren erkannten, dass der März ursprünglich am Anfang des Jahres gelegen haben müsse, aber fälschlich davon ausgingen, dass Dezember trotzdem wie in ihrer Zeit der letzte Monat gewesen sei, dürfte die unzutreffende Annahme eines anfänglichen Zehnmonatsjahres auf sie zurückgehen.
Der Lunisolarkalender musste immer wieder an die vom Sonnenlauf bestimmten Jahreszeiten angeglichen werden, sonst verschoben sich Jahreszeiten und jahreszeitlich bestimmte Festtermine im Kalender immer weiter. Titus Livius vermerkte für die Zeit kurz nach dem zweiten punischen Krieg eine Sonnenfinsternis für den 11. Quintilis 190 v. Chr., die nach dem System des späteren julianischen Kalenders jedoch am 14. März stattfand. Der Frühlingspunkt fiel in diesem Jahr auf den 21. Quintilis. In dieser Epoche lag die Differenz zwischen den römischen Kalenderangaben und dem tatsächlichen Ereignis somit bei etwa vier Monaten.
Im Jahr 168 v. Chr. fiel eine von Sulpicius Galus vorher angekündigte Mondfinsternis auf den 3. September des römischen Kalenders, was dem 21. Juni im julianischen Kalendersystem entspricht; der Frühlingspunkt lag in diesem Jahr auf dem 3. Iunius. Der Abstand zwischen der Angabe im römischen Kalender und dem Datum des tatsächlichen Ereignisses hatte sich im Vergleich von 190 v. Chr. auf nunmehr etwa zweieinhalb Monate reduziert. Vor diesem Hintergrund können sich die „zehn Monate“ auch auf zehn Zeitabschnitte eines Naturjahres bezogen haben, welches durch Wiederkehr bestimmter Auffälligkeiten in die jeweiligen zehn Jahresperioden unterteilt war. In diesem Zusammenhang besteht die Möglichkeit, dass spätere Autoren die zehn Zeitabschnitte als „zehn Monate“ übersetzt hatten. Ob im weiteren Verlauf eine Einführung eines auf zwölf Monate erweiterten Kalenders stattfand oder die bereits verwendeten zwölf Monate anders verteilt wurden, bleibt daher unklar. Der nach Gaius Iulius Caesar benannte julianische Kalender löste 45 v. Chr. den römischen Kalender ab.
Aus dem römischen Kalender leiten sich die religiösen Festtage Kalenden, Nonen, Iden und Terminalien her. Auch in vielen anderen Kulturen ist die Frühlingsgleiche der Jahresbeginn, beispielsweise das Pessachfest des jüdischen Kalenders, das nicht Jahresbeginn ist, nur Beginn der Monatsnummerierung. Das Osterdatum bezieht sich ebenso auf die Frühlingsgleiche beziehungsweise die Stellung des Mondes dazu.
| Kalenden der römischen Kalendermonate im proleptischen julianischen Kalender |                      |                      |                      |                      |                      |                      |                      |                      |                      |                      |                      |                      |
| Ian.                                                                         | Febr.                | M.i.                 | Mart.                | Apr.                 | Maius                | Iunius               | Quint.               | Sext.                | Sept.                | Oct.                 | Nov.                 | Dec.                 |
| Sonnenfinsternisjahr 354 a. u. c. (401/400 v. Chr.)                          |                      |                      |                      |                      |                      |                      |                      |                      |                      |                      |                      |                      |
| 29. Dez. 401 v. Chr.                                                         | 27. Jan. 400 v. Chr. | 19. Feb. 400 v. Chr. | 18. März 400 v. Chr. | 18. Apr. 400 v. Chr. | 17. Mai 400 v. Chr.  | 17. Juni 400 v. Chr. | 16. Juli 400 v. Chr. | 16. Aug. 400 v. Chr. | 14. Sep. 400 v. Chr. | 13. Okt. 400 v. Chr. | 13. Nov. 400 v. Chr. | 12. Dez. 400 v. Chr. |
| Sonnenfinsternisjahr 564 a. u. c. (191/190 v. Chr.)                          |                      |                      |                      |                      |                      |                      |                      |                      |                      |                      |                      |                      |
| 18. Aug. 191 v. Chr.                                                         | 16. Sep. 191 v. Chr. | 10. Okt. 191 v. Chr. | 6. Nov. 191 v. Chr.  | 5. Dez. 191 v. Chr.  | 3. Jan. 190 v. Chr.  | 3. Feb. 190 v. Chr.  | 4. März 190 v. Chr.  | 4. Apr. 190 v. Chr.  | 3. Mai 190 v. Chr.   | 1. Juni 190 v. Chr.  | 2. Juli 190 v. Chr.  | 31. Juli 190 v. Chr. |
| Mondfinsternisjahr 586 a. u. c. (169/168 v. Chr.)                            |                      |                      |                      |                      |                      |                      |                      |                      |                      |                      |                      |                      |
| 3. Okt. 169 v. Chr.                                                          | 1. Nov. 169 v. Chr.  | 24. Nov. 169 v. Chr. | 21. Dez. 169 v. Chr. | 21. Jan. 168 v. Chr. | 19. Feb. 168 v. Chr. | 22. März 168 v. Chr. | 20. Apr. 168 v. Chr. | 21. Mai 168 v. Chr.  | 19. Juni 168 v. Chr. | 18. Juli 168 v. Chr. | 18. Aug. 168 v. Chr. | 16. Sep. 168 v. Chr. |
| Verworrenes Jahr 708 a. u. c. (47–45 v. Chr.)                                |                      |                      |                      |                      |                      |                      |                      |                      |                      |                      |                      |                      |
| 14. Okt. 47 v. Chr.                                                          | 12. Nov. 47 v. Chr.  | 6. Dez. 47 v. Chr.   | 2. Jan. 46 v. Chr.   | 2. Feb. 46 v. Chr.   | 3. März 46 v. Chr.   | 3. Apr. 46 v. Chr.   | 2. Mai 46 v. Chr.    | 2. Juni 46 v. Chr.   | 1. Juli 46 v. Chr.   | 30. Juli 46 v. Chr.  | 30. Aug. 46 v. Chr.  | 4. Dez. 46 v. Chr.   |

## Jahreszählung
In der Frühzeit der Römischen Republik wurden die Jahre nicht gezählt, sondern nach den regierenden Konsuln benannt. Seit dem 4. vorchristlichen Jahrhundert war eine Zählung ab der Einweihung des Jupitertempels im Jahre 507 v. Chr. üblich. Erst später wurden die Jahre „von der Gründung der Stadt Rom an“ (lat. ab urbe condita, a. u. c.) im Jahre 753 v. Chr. gezählt. Im Römischen Kaiserreich wurden die Jahre zusätzlich noch per Anno Diocletiani (A. D.) gezählt, also ab der Regierungsübernahme durch Kaiser Diokletian im Jahr 284; diese Zählung ist nicht identisch mit dem seit 525 n. Chr. gebräuchlichen Anno Domini (auch A. D.) und darf nicht verwechselt werden. 

## Schaltjahre

### Erste lunisolare Tetraeteris
Der genaue Zeitraum der Einführung der ersten lunisolaren Schaltregel ist in keiner zeitgenössischen Quelle belegt. Censorinus, Varro und Macrobius erwähnen in ihren Überlieferungen den vierjährigen Schaltzyklus (griechisch Tetraeteris) von 1465 Tagen, als er bereits bei Einführung der Zwölftafelgesetze fest verankert war. Die neu eingerichtete lunisolare Tetraeteris sah vor, dass im zweiten Jahr der Vierjahresperiode 22 Tage und im vierten Jahr 23 Tage als Schaltmonat eingebaut werden sollten. Daraus ergaben sich die jeweiligen Jahreslängen von 355, 377, 355 und 378 Tagen.
Die zusätzlichen Schaltmonate wurden mit Februarius verbunden und zwischen die Feste der Terminalia (23. Februarius) und des Regifugiums (24. Februarius) gesetzt. In der Praxis bedeutete dies, dass der normale Monat Februarius nach dem Terminalia-Fest abgebrochen wurde und sofort danach die jeweiligen Schaltmonate von 22 oder 23 Tagen begannen. An die Schaltmonate schlossen unmittelbar die Festlichkeiten des Regifugiums und die restlichen Tage des Februarius an, weshalb die Schaltmonate so eine tatsächliche Dauer von 27 oder 28 Tagen hatten. Gegenüber vier Sonnenjahren war der Vierjahreszyklus jedoch etwa vier Tage zu lang. Der römische Kalender verschob sich aufgrund seiner Überlänge zunächst alle vier Jahre etwa um vier Tage und wanderte bei Nichtberücksichtigung einer weiteren Schaltung als Wandeljahr langsam durch die Jahreszeiten.

### Zweiter Schaltzyklus im dritten Octennium
Nach 24 Jahren (dreifaches Octennium; lateinisch: tertio quoque octennio) bestand nach den Ausführungen von Macrobius Ambrosius Theodosius die Möglichkeit einer weiteren Schaltung. Dazu wurde im Verlauf der sechsten lunisolaren Tetraeteris der erste Schaltmonat von 22 Tagen um einen Tag reduziert, der 23-tägige Schaltmonat im vierten Jahr entfiel ersatzlos.
In der Gesamtrechnung konnten so die planmäßigen Schaltmonate um 24 Tage gekürzt werden. Die vier jeweiligen Jahreslängen betrugen in diesem Schaltzyklus 355, 376, 355 und 355 Tage, mithin insgesamt 1441 Tage. Der 24-jährige Zeitraum umfasste somit 8766 Kalendertage, was durchschnittlich der späteren julianischen Jahreslänge von 365,25 Tagen entsprach.

## Monate

### Monatsnamen
Der römische Kalender kannte die folgenden dreizehn Monate:
- Ianuarius
- Februarius
- Mercedonius (Schaltmonat)
- Martius
- Aprilis
- Maius
- Iunius
- Quintilis
- Sextilis
- September
- October
- November
- December

### Monatsgrößen
Es wurde ein Lunisolarkalender konstruiert, der ein vollständiges Lunarjahr mit einem Schaltmonat umfasste:
- Die sechs Monate mit je 30 Tagen wurden auf 29 Tage gekürzt, und am Jahresende wurden der Ianuarius (nach dem Gott Ianus) mit 29 Tagen und der Februarius (nach dem Reinigungsfest Februa am Jahresende) mit 28 Tagen angehängt. Damit ergab sich ein Jahr von 355 Tagen.
- Die fehlenden 10 Tage wurden durch einen Schaltmonat, Mercedonius (Intercalaris), ausgeglichen: Im zweiten Jahr eines Zeitraumes von vier Jahren wurden 22 Tage nach dem 23. Februar (siehe auch die Terminalia), im vierten Jahr 23 Tage nach dem 24. Februar eingefügt.

Der Jahresbeginn, ursprünglich am 1. März, wurde im Jahre 153 v. Chr. mit dem Amtsantritt der Konsuln auf den 1. Januar verschoben. Damit verloren auch die Zählmonate (Quintilis lat. „der fünfte“, Sextilis lat. „der sechste“, September, lat. „der siebte“, Oktober, „der achte“, November, „der neunte“, Dezember, „der zehnte“) ihre namensgebenden Positionen.

## Wochen: der Nundinalzyklus

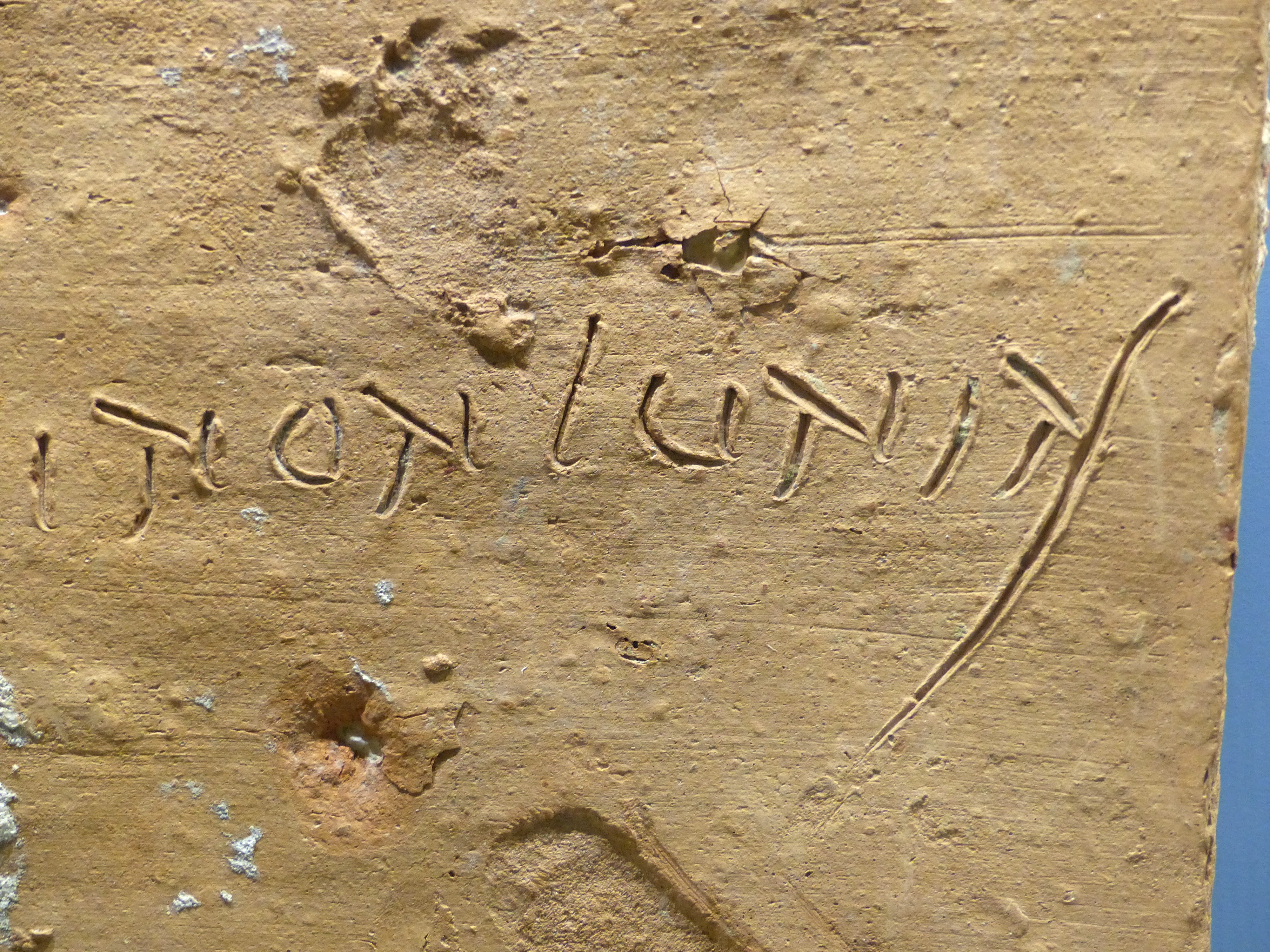
Ziegel mit Aufschrift III NON(as) IVNIAS, Museum Lauriacum (Enns/Oberösterreich)

Die Römische Republik verwendete (wie auch die Etrusker) nicht die siebentägige Woche, sondern eine achttägige Woche, die „Marktwoche“. Der lateinische Begriff Nundĭnae (neuntägig) bezeichnete sowohl die Art dieses Wochenrhythmus als auch den darin eingebetteten Markttag selbst. Die verwirrende Bezeichnung neuntägig bei einer Länge von eigentlich nur acht Tagen ergibt sich aus der im alten Rom üblichen Zählung, bei der beide statt nur einer der angrenzenden Markttage mit in die Zählung einbezogen wurden. Zwischen den einzelnen Markttagen (Nundinales dies) lagen also nur sieben Tage. Dieser Marktrhythmus wird auch Nundinalzyklus genannt. Die Tage einer Marktwoche wurden im Kalender fortlaufend, beginnend mit dem 1. Januar, mit den Buchstaben „A“ bis „H“ gekennzeichnet (Nundinalbuchstaben). Da die Jahreslänge kein Vielfaches von acht Tagen ist, wechselte der Buchstabe für den Markttag jedes Jahr. Wenn zum Beispiel der Buchstabe für die Markttage in einem Jahr „A“ war und das Jahr 355 Tage lang war, dann wechselte der Buchstabe im nächsten Jahr auf „F“, so dass sich der Rhythmus beim Jahreswechsel nicht änderte.
Der Nundinalzyklus bildete einen grundlegenden Rhythmus des römischen täglichen Lebens. Der Markttag war der Tag, an dem die Menschen vom Land in die Stadt kamen und der Tag, an dem die Stadtbewohner ihre Lebensmittelgeschäfte für die nächsten acht Tage tätigten. Deshalb wurde im Jahr 287 v. Chr. ein Gesetz erlassen (die Lex Hortensia), das die Abhaltung von Comitia (Volksversammlungen) an Markttagen verbot, Gerichtsversammlungen jedoch erlaubte. In der späten Republik entstand der Aberglaube, dass es Unglück brächte, das Jahr mit einem Markttag anzufangen (das heißt, wenn der Markttag auf den 1. Januar mit dem Nundinalbuchstaben „A“ fiel); und die Pontifices, die in jedem Jahr die Nundinalbuchstaben bestimmten, unternahmen Schritte, um dies zu vermeiden.
Weil in der Römischen Republik der Nundinalzyklus mit seiner Länge von acht Tagen absolut feststand, ist die Information über die Daten der Markttage eines der wichtigsten Hilfsmittel, um heute das dem vorjulianischen römischen Datum entsprechende julianische Datum zu bestimmen. Im frühen Reich wurde der römische Markttag gelegentlich geändert. Die Details darüber sind unklar. Eine wahrscheinliche Erklärung besteht darin, dass er um einen Tag verschoben wurde, wenn er in einem Schaltjahr auf denselben Tag wie das Fest Regifugium am 24. Februar fiel. In julianischen Schaltjahren wurde als Schalttag vor dem eigentlichen 24. Februar ein zweiter 24. Februar eingefügt; und der Markttag konnte auf den Tag nach dem Fest verschoben werden.
Der Nundinalzyklus wurde schließlich durch die ältere siebentägige Woche ersetzt. Sie setzte sich während der frühen Kaiserzeit durch, nachdem der julianische Kalender in Kraft getreten war. Das System der Nundinalbuchstaben wurde dabei an die neue Wochenlänge angepasst, sodass daraus die Sonntagsbuchstaben entstanden. Eine Zeit lang existierten die siebentägige Woche und der Nundinalzyklus nebeneinander. Als jedoch im Jahr 321 die christliche Woche mit dem Sonntag als offiziellem Ruhetag von Konstantin dem Großen offiziell eingeführt wurde, entfiel der Gebrauch des Nundinalzyklus.

## Tage im Monat
Der römische Kalender kannte keine „durchlaufende“ Woche, wie sie heute üblich ist. Ebenso wurden die Tage im Monat nicht fortlaufend gezählt. Allerdings gab es in der Zeit der römischen Republik eine durchlaufende Zählung von A bis H, dann wieder bei A beginnend, die jeweils am 1. Januar begann und durch das ganze Jahr verfolgt wurde, um so eine gewisse Konsistenz zu haben. Zudem hatte jeder Tag einen bestimmten Tagescharakter, der die offiziellen Aktivitäten insbesondere der Magistraten regelte. So ist die vollständige Bezeichnung des 1. Januars „A Kal.Ian.F“.
Vier Tage innerhalb jedes Monats waren zunächst speziell ausgezeichnet:
- Der erste Tag, die Kalendae
- Der fünfte oder siebte Tag, die Nonae (8 Tage vor den Iden)
- Der 13. oder 15. Tag, Iden
- Der achte Tag nach den Iden, das Tubilustrium

Der „neunte Tag nach den Iden“ wurde nach der Kalenderreform von anderen Ereignissen namentlich teilweise überdeckt, behielt jedoch hinsichtlich seiner Bedeutung weiterhin Gültigkeit. In den Monaten März, Mai, Juli und Oktober waren die Nonae am siebten Monatstag und die Iden am 15. Tag. Alle anderen Monate hatten die Nonae am fünften und die Iden am 13. Tag. Die ursprüngliche Entsprechung dieser Tage mit speziellen Mondphasen (Kalendae am Neumond, Nonae am zunehmenden Halbmond, Iden am Vollmond, Terminaliae am abnehmenden Halbmond) ging schnell verloren. Die Iden sind von den „Iden des März“, an denen Gaius Iulius Caesar ermordet wurde, bekannt.
Alle anderen Tage wurden mit Bezug auf diese festen Daten dargestellt, und zwar immer rückwärts vom nächsten Festdatum gezählt, wobei der Ausgangstag mitzählte. Es war also zum Beispiel der 15. Mai die „Iden des Mai“, der 7. Mai war die „Nonae des Mai“. Der 5. Mai war also (inklusive Tageszählung) „drei Tage vor den Nonae des Mai“, der 10. Mai war „sechs Tage vor den Iden des Mai“, der 20. Mai war „13 Tage vor den Kalendae des Juni“. Der Tag direkt vor dem Festdatum wurde als „Pridie“ bezeichnet:
Der innere Aufbau der Monate des römischen Kalenders stellt sich bis 46 v. Chr. wie folgt dar:
| Tag | Röm. Monat zu 29 Tagen                     | Röm. Monat zu 28 Tagen | Röm. Monat zu 31 Tagen   | Beispiel Mai         | Beispiel Mai                                      |
| Tag | Jan., Apr., Jun., Sext., Sept., Nov., Dec. | Feb.                   | Mar., Mai., Quint., Oct. | Kurzform             | Lateinische Langform                              |
| --- | ------------------------------------------ | ---------------------- | ------------------------ | -------------------- | ------------------------------------------------- |
| 1   | kalendae                                   | kalendae               | kalendae                 | Kal. Mai.            | Kalendis Maiis                                    |
| 2   | IV                                         | IV                     | VI                       | a. d. VI Non. Mai.   | ante diem VI (sextum) Nonas Maias                 |
| 3   | III                                        | III                    | V                        | a. d. V Non. Mai.    | ante diem V (quintum) Nonas Maias                 |
| 4   | pridie                                     | pridie                 | IV                       | a. d. IV Non. Mai.   | ante diem IV (quartum) Nonas Maias                |
| 5   | nonae                                      | nonae                  | III                      | a. d. III Non. Mai.  | ante diem III (tertium) Nonas Maias               |
| 6   | VIII                                       | VIII                   | pridie                   | prid. Non. Mai.      | pridie Nonas Maias                                |
| 7   | VII                                        | VII                    | nonae                    | Non. Mai.            | Nonis Maiis                                       |
| 8   | VI                                         | VI                     | VIII                     | a. d. VIII Id. Mai.  | ante diem VIII (octavum) Idus Maias               |
| 9   | V                                          | V                      | VII                      | a. d. VII Id. Mai.   | ante diem VII (septimum) Idus Maias               |
| 10  | IV                                         | IV                     | VI                       | a. d. VI Id. Mai.    | ante diem VI (sextum) Idus Maias                  |
| 11  | III                                        | III                    | V                        | a. d. V Id. Mai.     | ante diem V (quintum) Idus Maias                  |
| 12  | pridie                                     | pridie                 | IV                       | a. d. IV Id. Mai.    | ante diem IV (quartum) Idus Maias                 |
| 13  | idus                                       | idus                   | III                      | a. d. III Id. Mai.   | ante diem III (tertium) Idus Maias                |
| 14  | XVII                                       | X                      | pridie                   | prid. Id. Mai.       | pridie Idus Maias                                 |
| 15  | XVI                                        | IX                     | idus                     | Id. Mai.             | Idibus Maiis                                      |
| 16  | XV                                         | VIII                   | XVII                     | a. d. XVII Kal. Iun. | ante diem XVII (septimum decimum) Kalendas Iunias |
| 17  | XIV                                        | VII                    | XVI                      | a. d. XVI Kal. Iun.  | ante diem XVI (sextum decimum) Kalendas Iunias    |
| 18  | XIII                                       | VI                     | XV                       | a. d. XV Kal. Iun.   | ante diem XV (quintum decimum) Kalendas Iunias    |
| 19  | XII                                        | V                      | XIV                      | a. d. XIV Kal. Iun.  | ante diem XIV (quartum decimum) Kalendas Iunias   |
| 20  | XI                                         | IV                     | XIII                     | a. d. XIII Kal. Iun. | ante diem XIII (tertium decimum) Kalendas Iunias  |
| 21  | X                                          | III                    | XII                      | a. d. XII Kal. Iun.  | ante diem XII (duodecimum) Kalendas Iunias        |
| 22  | IX                                         | pridie                 | XI                       | a. d. XI Kal. Iun.   | ante diem XI (undecimum) Kalendas Iunias          |
| 23  | VIII                                       | terminalia             | X                        | a. d. X Kal. Iun.    | ante diem X (decimum) Kalendas Iunias             |
| 24  | VII                                        | VI                     | IX                       | a. d. IX Kal. Iun.   | ante diem IX (nonum) Kalendas Iunias              |
| 25  | VI                                         | V                      | VIII                     | a. d. VIII Kal. Iun. | ante diem VIII (octavum) Kalendas Iunias          |
| 26  | V                                          | IV                     | VII                      | a. d. VII Kal. Iun.  | ante diem VII (septimum) Kalendas Iunias          |
| 27  | IV                                         | III                    | VI                       | a. d. VI Kal. Iun.   | ante diem VI (sextum) Kalendas Iunias             |
| 28  | III                                        | pridie                 | V                        | a. d. V Kal. Iun.    | ante diem V (quintum) Kalendas Iunias             |
| 29  | pridie                                     |                        | IV                       | a. d. IV Kal. Iun.   | ante diem IV (quartum) Kalendas Iunias            |
| 30  |                                            |                        | III                      | a. d. III Kal. Iun.  | ante diem III (tertium) Kalendas Iunias           |
| 31  |                                            |                        | pridie                   | prid. Kal. Iun.      | pridie Kalendas Iunias                            |

Bei der römischen Zählweise unterschieden sich demnach die Monate zu 29 von denen zu 31 Tagen nur durch die Anzahl der Tage von den Kalenden bis zu den Nonen; die weitere Zählung war – abgesehen von der im Februar – gleich und relativ einfach. Komplizierter wurde sie allerdings durch Caesars Kalenderreform, da die Nonen und Iden der bisherigen 29-Tage-Monate und des Februars, vorwärts gezählt, an ihren alten Positionen verblieben, statt entsprechend der neuen Monatslänge (30 oder 31 Tage, Februar 29/30 Tage) verschoben zu werden.
Zur Umrechnung unseres modernen Kalenders in den römischen gibt es einige einfache Faustregeln:
Daten, die vor den Nonen liegen, werden in normalen Monaten von 5 + 1 abgezogen, in den Monaten März, Mai, Juli und Oktober (MOMJUL) von 7 + 1, da ja die Nonen auf den 5. oder 7. eines Monats fallen können.
Daten, die vor den Iden liegen, werden von 13 + 1 abgezogen, in den Monaten März, Mai, Juli und Oktober (MOMJUL) von 15 + 1, da eben die Iden auf den 13. oder 15. fallen können.
Daten vor den Kalenden (1. jedes Monats) werden von der um 2 vermehrten Tageszahl unseres Monats abgezogen.
Beispiel: Unser 21. April ist nach römischer Rechnung: 30 Tage des April + 2 = 32 Tage − 21 = 11 Tage vor den Kalenden des Mai.